# Vieux-Port de La Rochelle

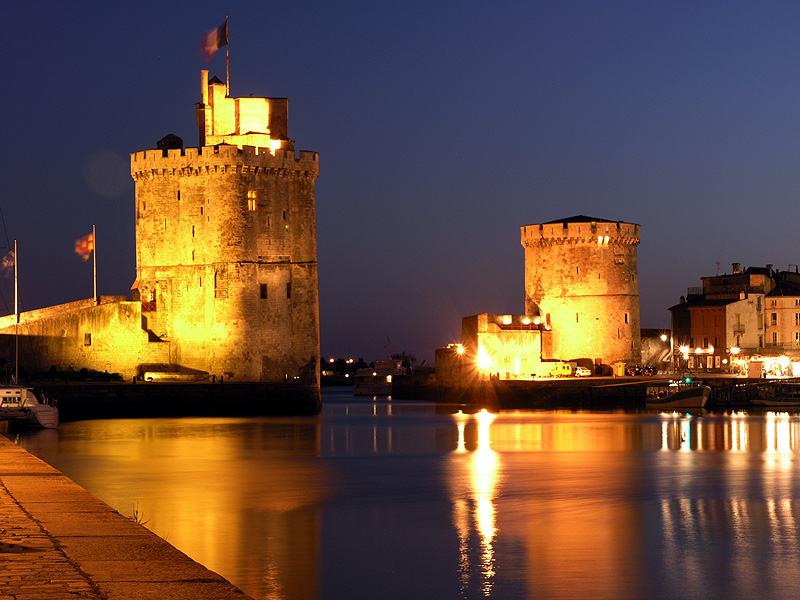
Hafeneinfahrt des Vieux-Port in La Rochelle

Der Vieux-Port (deutsch alter Hafen) ist der historische Hafen der westfranzösischen Stadt La Rochelle im Département Charente-Maritime (Region Nouvelle-Aquitaine). Seitdem die Handelsschiffe den Hafen La Palice und die Kutter den Fischereihafen Chef la Baie (1993) anlaufen, ist der alte Hafen Teil des auf drei Standorte verteilten Yachthafens Port de Plaisance La Rochelle.  Seine eintausendjährige Geschichte, die Kais mit ihren malerischen alten Häusern und die mittelalterlichen Wehrtürme der Hafeneinfahrt machen ihn darüber hinaus zu einem beliebten Ziel in- und ausländischer Touristen. Die drei Türme, Tour de la Lanterne, Tour de la Chaîne und Tour Saint-Nicolas, sind die Wahrzeichen der Stadt. Sie ziehen jährlich mehr als 100.000 Besucher an (Stand 2004).

## Lage
Durch die der Atlantikküste bei La Rochelle vier vorgelagerte Inseln, die Île de Ré, Île d’Oléron, Île d’Aix und Île Madame, verfügt der gut gesicherte Hafen über eine privilegierte schwall- und windgeschützte Lage. Er bildet den Kern der Stadt und ist gleichzeitig ihr belebtestes Viertel.

## Geschichte
Siehe auch: La Rochelle

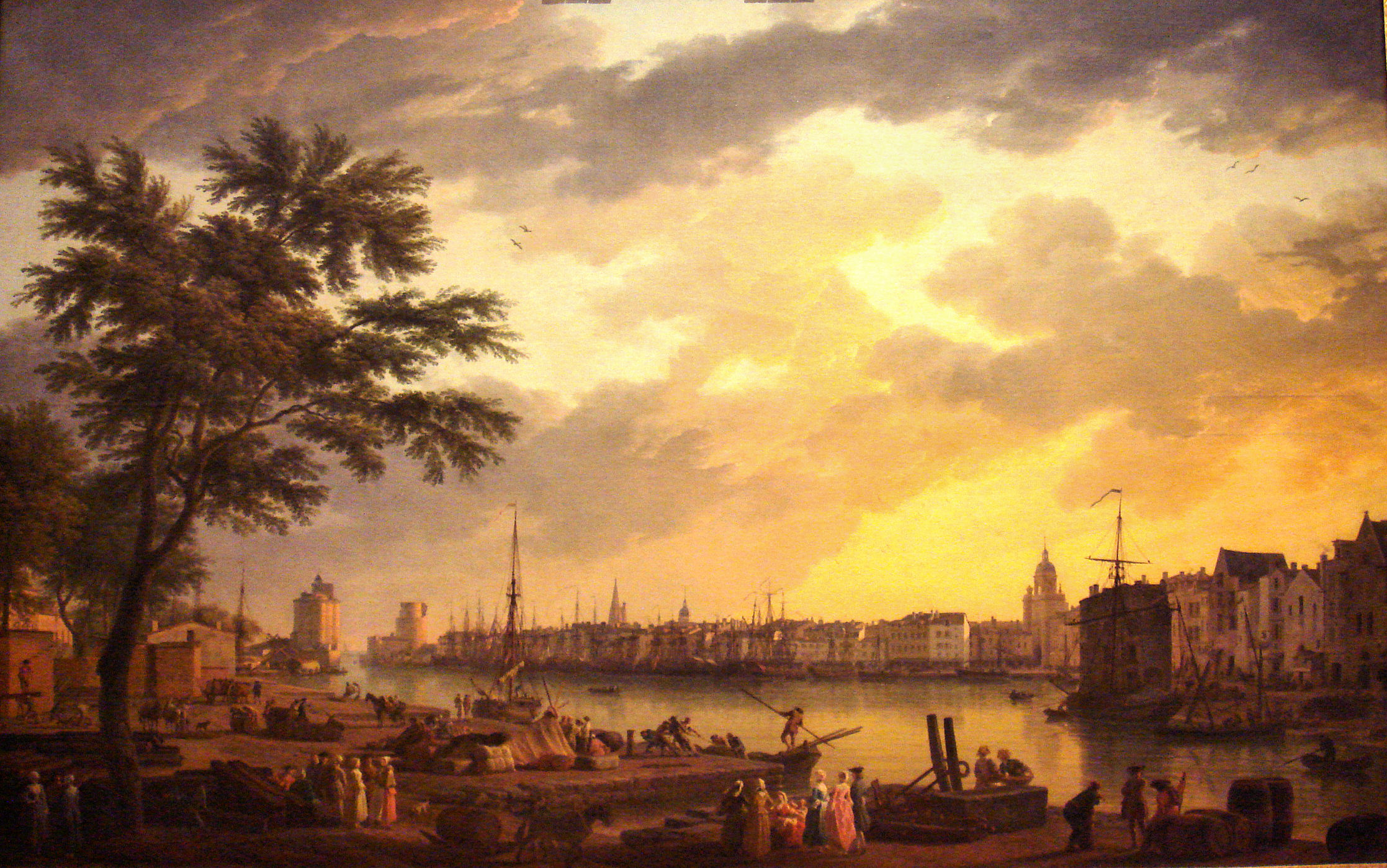
Horace Vernet: Der Hafen von La Rochelle (1762)

Wilhelm X., Herzog von Aquitanien begünstigte La Rochelle im Jahr 1137 mit dem Privileg eines Freihafens. Dieser gewann im Hundertjährigen Krieg an Bedeutung und entwickelte sich nach der Entdeckung Amerikas zu dem größten französischen Hafen am Atlantik.
Im 17. und 18. Jahrhundert wickelte er mehr als die Hälfte des Seeverkehrs zwischen dem französischen Mutterland und Neufrankreich (Kanada und Antillen) ab und war aktiv an dem atlantischen Dreieckshandel beteiligt.

## Infrastruktur
Der Vieux-Port verfügt über drei Becken mit insgesamt 18 Pontons und 320 Liegeplätzen.
- das offene Tidebecken (bassin du havre d'échouage) des ursprünglichen Hafens: 4 Pontons, 115 Liegeplätze (mit einem Aushub von 1 m Tiefe, maximale Schiffslänge 12 m);
- das geflutete Yachtbecken (bassin des yachts, bassin à flot), das Anfang des 19. Jahrhunderts angelegt wurde: 5 pontons, 90 Liegeplätze (maximaler Tiefgang 4 m, maximale Länge 14 m, maximale Breite 12 m);
- das geflutete, ehemalige Fischkutterbecken (ancien bassin des chalutiers), heute auch Becken der großen Yachten (bassin des grands yachts) genannt: Kais und 4 Pontons, 115 Liegeplätze (maximaler Tiefgang 5 m an den Pontons, Länge 17 bis 90 m, maximale Breite 16 m).

Für Auskünfte und Wetterberichte stehen Hafenbüro, Capitainerie und das Schleusenbüro zur Verfügung. Vorhanden sind moderne Hafeneinrichtungen mit Hebevorrichtung (maximal 150 t), Wasser- und Stromanschluss an sämtlichen Liegeplätzen (220 V an den Pontons und im Tidebecken, 220 V und 380 V an den Kais des ehemaligen Fischkutterbeckens), sanitäre Einrichtungen usw. Geschäfte und Gastronomiebetriebe säumen die Kais des Tide- und des Yachtbeckens. Am Quai du Gabut ist auch das Fremdenverkehrsbüro zu finden, das regelmäßige Rundgänge und Führungen in den historischen Baudenkmälern durchführt.
Siehe auch: Liste von Yachthäfen in Frankreich